# ゾンビ (村上春樹)
『ゾンビ』は、村上春樹の短編小説。

## 概要
| 初出     | 書き下ろし                            |
| 収録書籍 | 『TVピープル』（文藝春秋、1990年1月） |

当時ローマに暮らしていた村上は、本作品と「加納クレタ」の二つの短編をワン・セットとして郵便で編集者に送るが、雑誌掲載を断られてしまう。そのため両作品とも書き下ろしとなった。
80年代末から90年代初頭にかけて、村上は女性が主人公の短編小説を集中的に書いた。「眠り」（1989年）、「加納クレタ」（1990年）、「緑色の獣」（1991年）、「氷男」（1991年）などである。本作「ゾンビ」も同様に女性が主人公の物語である。

## あらすじ
真夜中、墓場のとなりの道を二人は歩いていた。「まるでマイケル・ジャクソンのビデオみたい」と女が言った。「うん、墓石が動くんだ」と男は答えた。女は邪悪なことが起こりそうな予感がした。ゾンビだ。でも何も見えなかった。
「どうして君はそんなみっともない歩き方をするんだろうな」と男が唐突に言った。男は悪口雑言を並べ立てたあと、にやっと笑い、自分の手で顔の皮膚をどんどんはがしていった。唇が消えて、歯がむきだしになった。
「俺がお前といっしょになったのは、お前の豚みたいな肉を食うためだ。それ以外にお前なんかとつきあう意味があるもんか」
肉のかたまりがブラウスの襟をつかみ、彼女は思いきり悲鳴をあげる。
気がつくと二人は湖のそばのホテルのベッドに寝ていた。